# Hans Frädrich
Hans Frädrich (* 4. Juli 1937 in Göttingen; † 13. September 2003 in Berlin) war ein deutscher Zoologe und Zoodirektor.

## Leben

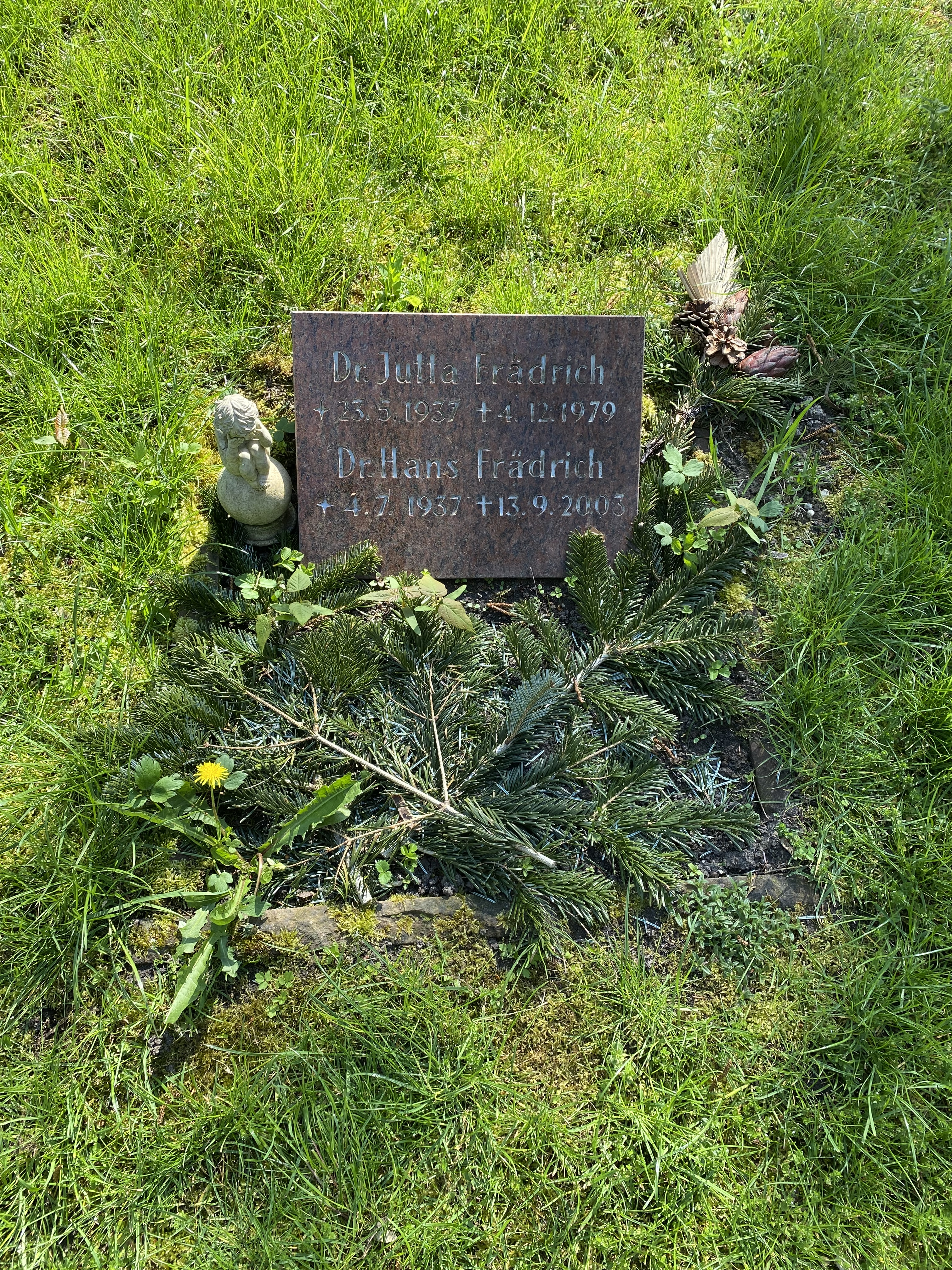
Grabstätte auf dem Friedhof Wilmersdorf

Hans Frädrich wurde am 4. Juli 1937 als Sohn des Chirurgen Günter Frädrich in Göttingen geboren. Er studierte in Göttingen, München und Toulouse die Fächer Biologie und Romanistik. In München hörte er Vorlesungen bei Konrad Lorenz, wodurch sein Wunsch gestärkt wurde, Tiergärtner zu werden. Nachdem Richard Faust und Bernhard Grzimek ihm Untersuchungen im Frankfurter Zoo sowie im Freiland in Kenia ermöglicht hatten, promovierte Frädrich 1964 mit seiner Dissertation Zur Biologie und Ethologie des Warzenschweines unter Berücksichtigung des Verhaltens anderer Suiden zum Dr. rer. nat. Seine tiergärtnerische Laufbahn begann, nach Schülerpraktika beim Tierhandelshaus Ruhe, dem damaligen Betreiber des Zoos Hannover, und Warzenschweinbeobachtungen im Zoo Münster, als Volontärassistent am Zoo Frankfurt zum 1. Januar 1964. Zwei Jahre später wurde er mit der Planung einer Außenstelle des Frankfurter Zoos im Taunus beauftragt, wechselte aber noch im selben Jahr an den Zoo Berlin. Dort wurde er 1972 wissenschaftlicher Oberassistent, 1974 Prokurist, 1975 stellvertretendes Vorstandsmitglied, 1986 ordentliches Vorstandsmitglied und vom 1. September 1991 bis 4. Juli 2002 schließlich Vorstandsvorsitzender und Direktor des Berliner Zoos und seines Aquariums. Er war seit 2000 Mitglied des Montagsklubs. Er starb nach langer Krankheit am 13. September 2003 in Berlin. Zum Trauergottesdienst in der Kaiser-Wilhelm-Gedächtniskirche fanden sich hunderte Menschen ein.
Seine letzte Ruhestätte erhielt Hans Frädrich auf dem Friedhof Wilmersdorf.

## Leistungen
Während Frädrichs Direktorat erlebte der Berliner Zoo zahlreiche Um- und Neubauten. Flusspferdhaus, Siamesisches Rinderhaus sowie Pinguinhaus sind davon besonders hervorzuheben. Aber auch aus der zweiten Reihe beeinflusste er die Entwicklung des Berliner Zoos bereits maßgeblich. So wird die Ausdehnung des Berliner Zoos auf das Erweiterungsgelände vor allem seinem Verhandlungsgeschick zugeschrieben.
Die Naturforschung verdankt Hans Frädrich wesentliche Beiträge zur Verhaltensbiologie der wildlebenden Schweine. Er war außerdem viele Jahre Schriftführer der Deutschen Gesellschaft für Säugetierkunde und zeichnete von 1977 bis 2002 als Mitherausgeber der Zeitschrift Bongo des Berliner Zoos verantwortlich.

## Werke
- Solange es sie noch gibt. Erlebte Tierwelt zwischen Karibik und Feuerland. Ullstein, Frankfurt & Berlin 1991, ISBN 3-550-06502-7.
- Mit Jutta Frädrich: Zooführer Säugetiere. Gustav Fischer, Stuttgart 1973, ISBN 3-437-30059-8.

## Ehrungen
- 1983: Bundesverdienstkreuz am Bande
- 1987: Bundesverdienstkreuz I. Klasse
- 1997: Verdienstorden des Landes Berlin